# Brasema cyanea
Brasema cyanea är en stekelart som först beskrevs av William Harris Ashmead 1904.  Brasema cyanea ingår i släktet Brasema och familjen hoppglanssteklar. Inga underarter finns listade.